# میرزاقاسمی
میرزاقاسمی یکی از غذاهای محلی استان گیلان است. مواد مورد نیاز برای تهیهٔ میرزاقاسمی عبارتند از: بادمجان، گوجه‌فرنگی، سیر، روغن، تخم‌مرغ، نمک و ادویه. برای تهیهٔ میرزاقاسمی باید بادمجان‌ها را تنوری (کبابی) کرده، سپس در آب سرد قرار دهید تا پوست آن به راحتی کنده شود و بادمجان کباب شده آن به پوست نچسبد. حال آن‌ها را خوب بکوبید؛ سپس سیر کوبیده شده را به‌همراه بادمجان‌ها و مقداری زردچوبه کمی تفت دهید و در این‌جا گوجه فرنگی رنده شده را به مخلوط اضافه کنید و حرارت را ادامه دهید تا آب بادمجان‌ها کاملاً گرفته شود. در مرحلهٔ بعد تخم‌مرغ‌ها را شکسته و با بادمجان‌ها مخلوط نمایید؛ همچنین نمک و ادویه‌جات را به دلخواه به غذا اضافه کنید.

## تاریخچه
میرزاقاسمی توسط محمدقاسم خان والی حاکم رشت در زمان ناصرالدین‌شاه، ابداع شد و توسط او گسترش یافت و به نام او نیز اسم‌گذاری شد. حکایت از آنجا شروع می‌شود که محمدقاسم خان والی، علاقهٔ زیادی به آشپزی و طبخ غذاهای جدید داشت و به همین دلیل همواره غذاهای جدیدی را امتحان می‌کرد. یک روز که در حال ترکیب مواد مختلف بود، با ترکیب بادمجان، گوجه و سیر توانست به طعم بی‌نظیری دست پیدا کند. او این غذا را در سراسر گیلان با نام میرزا قاسمی رواج داد و بعد از اینکه به حاکمیت فارس برگزیده شد، آن را در استان فارس هم رواج داد. وی را پس از فوت در جوار آرامگاه حافظ شیرازی دفن کردند. میرزاقاسمی در گیلان با برنج سرو می‌شود اما در سایر نقاط ایران با نان سرو می‌شود.